# Сапай, Вадим Викторович
Вади́м Ви́кторович Сапа́й (укр. Вадим Вікторович Сапай; род. 7 февраля 1986, Константиновка-2, Николаевская область) — украинский футболист, защитник.

## Карьера
Родился 7 февраля 1986 года в Южноукраинске Николаевской области.
Начал профессиональную карьеру 16 августа 2003 года в «Борисфене-2». В первом же матче против ивано-франковской «Черногоры» забил гол. Отыграв первый круг за «Борисфен-2» в 2004 году перешёл в клуб «Интер», который играл в Первой лиге. Отыграв за «Интер» 12 матчей, вернулся в «Борисфен», в котором сыграл свой первый матч в Высшей лиге Украины, отыграв 26 минут против запорожского «Металлурга», но по итогам сезона «Борисфен» вылетел в Первую лигу.
В 2006 году перешёл в донецкий «Металлург», в составе которого так и не смог закрепиться, сыграв только 9 матчей. В августе 2009 года перешёл в алчевскую «Сталь». 9 июля 2010 года дебютировал в основном составе «Оболони».
Летом 2012 года подписал контракт с полтавской «Ворсклой». В команде взял 23 номер. 15 июля 2012 года дебютировал в составе «Ворсклы» в матче против криворожского «Кривбасса». 28 мая 2017, сыграл свой 100-й матч в составе «Ворсклы», отыграв в основе весь матч против «Днепра».

## Личная жизнь
Женат. В 2011 году родился сын, которого назвали Иваном.

## Достижения
- Бронзовый призёр чемпионата Украины: 2017/18
- Финалист Кубка Украины: 2019/20